# Kofs
Foued Nabba, plus connu sous le nom de Kofs, est un rappeur, chanteur et acteur franco-algérien,, né le 1er janvier 1990 à Marseille.

## Biographie

### Origines et enfance
Kofs est né le 1er janvier 1990 à Marseille, ville où il grandit. Ses parents sont d'origines algériennes de la ville de sidi bel abbés . Rapidement, ses frères l'initient au rap, et lui font connaître des artistes tels que le groupe IAM, les rappeurs Rohff, Kery James, Alibi Montana ou Salif.

### Débuts dans le rap
Foued écrit ses premiers textes à l'âge de 16 ans, et commence à rapper. Il diffuse ses créations sur Internet. Un producteur le remarque assez vite, grâce à sa voix rauque et grave. Celui-ci lui donne alors l'opportunité d'enregistrer en studio.
Le nom de scène Kofs est issu des initiales de son prénom et de ceux de ses amis : Khaled, Omar, Foued, Sofiane.
Il crée ensuite le collectif Click 11.43 avec les rappeurs Naps et Sahim,.

## Carrière musicale

### Paradis,Maître Cohen,Genèse(2017)
En 2017, Kofs sort les productions : Paradis, Maître Cohen, Genèse[pertinence contestée].

### V(2018)
Le 16 novembre 2018, Kofs sort son premier album musical, appelé V, sous le label Capitol Music France.
C'est cet album qui lui fait acquérir une certaine notoriété[source secondaire nécessaire], notamment grâce à un featuring aves SCH.

### Santé et Bonheur(2020)
Après 2 ans d'absence musicale quasi-totale, Kofs fait son retour avec un nouvel album nommé Santé et Bonheur, diffusé à partir du 21 février 2020.
Santé et Bonheur compte des featuring inédits avec les rappeurs Kaaris, Alonzo, Kamelancien, Naps et Keezy.

### 13'OrganiséetLe classico organisé(2020-2021)
En août 2020, il apparaît dans le clip musical Bande organisée, avec d'autres rappeurs marseillais, comme Jul, SCH, Naps, Soso Maness, Le clip dépassera rapidement les 300 millions de vues.
En octobre 2020, Jul fait participer Kofs à son projet 13'Organisé, réunissant plus d'une cinquantaine de rappeurs marseillais.
En novembre 2021, il participe au projet collectif Le classico organisé[source secondaire souhaitée], à l'initiative de Jul réunissant plus de 150 rappeurs de Marseille et de Paris.

### Matrixé(2022-2023)
Le 2 décembre 2022, Kofs mets en ligne le clip "Chargé", premier extrait de son troisième album, Matrixé. L'album sort le 3 février 2023 et contient des featurings  avec les artistes Jul, Lacrim, Soolking, Layzi, ElGrandeToto et Hatik, ainsi que le morceaux "Air Bel Gang" en collaboration avec plusieurs rappeurs venant de son quartier comme Naps, Houari où encore YL.
En 2023, Kofs participe à la bande originale du film "Les Déguns 2" sur un morceaux avec les rappeurs Soprano et Fianso.

### Après minuit(2024)
Le 5 janvier 2024, Kofs mets en ligne sur sa chaine Youtube le premier épisode d'Après minuit, une série de 4 épisodes qui porte le nom de son quatrième album solo, sorti le 19 janvier.

### Mon école(2025)
Le 9 mai 2025, Kofs sort le clip "Mon école" premier extrait de l'album éponyme. Sur cet album, il invite plusieurs poids lourds du rap français des années 2000 : Rohff, Kery James, La Fouine, Kayna Samet, Le Rat Luciano, Youssoupha, Sinik, LIM, Alkpote, Seth Gueko, Alibi Montana, Kamelancien, Brasco, El Matador, Six Coups MC ainsi que les groupes Psy 4 de la rime, Sniper et Intouchable.

## Carrière cinématographique
En 2016, le réalisateur Karim Dridi lui propose un rôle dans le film Chouf. Kofs accepte et joue le rôle de Réda, nom qu'il négocia auprès des réalisateurs pour rendre hommage à son grand frère. Le film est projeté au Festival de Carthage où Kofs sera nommé meilleur interprète masculin du festival,.
En 2021, il fait une apparition dans le film BAC Nord, avec un face à face musclé avec Gilles Lellouche[source secondaire souhaitée].

## Affaire judiciaire
En 2013, Naps et Kofs sont mis en examen et placés sous contrôle judiciaire pour avoir arrêté un TGV à la hauteur d'une cité de Marseille.

## Discographie

### Collaborations
- 2015 : Kofs - Trakeur (sur l'album Capo Dei Capi de Alonzo
- 2017 : IK, Kofs - On a tout fais avant
- 2017 : Narkotype - 313 feat. Kofs, Oussagaza & Rousnam (sur l'album Mandat de dépôt)
- 2018 : Taxi 5, Sadek & Kofs - 9 milli (sur la B.O du film Taxi 5)
- 2018 : DJ Kayz, Kofs - OK mani (sur l'album En famille)
- 2020 : Jul, plusieurs titres dont Bande organisée sur l'album 13'Organisé Diamant
- 2020 : Ghetto Phénomène - T-max feat. Kofs (sur l'album C'est plus comme avant)
- 2020 : Speranza - Calibro 9 feat. Kofs (sur l'album L'Ultimo a morire)
- 2021 : Benab feat. Timal & Kofs - RS4 (sur l'album Au clair de la rue)
- 2021 : V13, Kofs - Bah ouais (sur l'album V13)
- 2021 : Or Noir - Laisse tomber feat. Kofs (sur la B.O du film Or Noir)
- 2021 : La Fouine - Billet de 500 feat. Kofs (sur l'album XXI)
- 2021 : Validé, Kofs & Layzi - Mama (sur la B.O de la série Validé)
- 2021 : Alonzo - Comme un loup feat. Kofs (sur la mixtape Capo Dei Capi, Volumes II & III)
- 2021 : DJ Abdel & Medi Meyz - C.M.B.B (C'est Marseille Bébé) feat. Kofs
- 2021 : Benab - RS4 feat. Timal & Kofs (sur l'album Au clair de la rue, pt.2)
- 2021 : Graya - Les vrais feat. Kofs (sur l'album L'étoile noire)
- 2021 : NouvLR feat. Kofs & Nahir - Dans la zone (sur la mixtape NouvlR, Vol. 1)
- 2021 : Gips - Putain z**** feat. Jul, Kofs et Kamikaz (sur l'album Le monde est à nous)
- 2021 : Jul, plusieurs titres dont Loi de la calle sur l'album Le Classico organisé
- 2022 : YL - Hayati feat. Kofs (sur l'album Yamine)
- 2022 : Seth Gueko - Dernier mojito feat. Le Rat Luciano et Kofs (sur l'album Mange tes morts)
- 2022 : DJ Leska - Tant mieux feat. Kofs et Youssoupha (sur la mixtape You Know My Name, Vol. 1)
- 2022 : Didine Canon 16 - Trafiquinté feat. Kofs
- 2022 : Dadinho, Kofs, DJ Bens & RK - Dans la cité
- 2022 : Kofs & Ahmed Sylla - Ce soir c'est Classico (B.O du film Classico)
- 2022 : Doria - DZ feat. Kofs (sur l'EP MDP 2)
- 2023 : Elams feat. Kofs & Le Rat Luciano - Ghetta au chic (sur l'album Mwanamboka)
- 2023 : Kofs, Soprano et Sofiane - Yemma (B.O du film Les Déguns 2)
- 2023 : Cheb Bilal feat. Foufa Torino, Didine Canon 16 & Kofs - Barrio
- 2023 : YL - Opps feat. Kofs (sur l’album LARLAR Part. 1)
- 2024 : Jul, SCH, Alonzo, Soso Maness, Elams, Solda, Houari, Kofs - Bande Organisée 2

## Filmographie

### Cinéma
- 2016 : Chouf de Karim Dridi : Réda - également compositeur
- 2017 : Santa et Cie d'Alain Chabat
- 2018 : Paul Sanchez est revenu ! de Patricia Mazuy
- 2021 : BAC Nord de Cédric Jimenez
- 2023 : Cash de Jeremie Rozan (film Netflix)
- 2023 : Banlieusards 2 de Leïla Sy, Kery James (film Netflix)
- 2023 : Voleuses de Mélanie Laurent (film Netflix)
- 2025 : K.O. de Antoine Blossier (film Netflix)

### Télévision
- 2018 : Léo Matteï, Brigade des mineurs (série télévisée), épisode L'Emprise du mal : Partie 1
- 2021 : Validé de Franck Gastambide (série télévisée, saison 2)
- 2023 : Lupin (série Netflix), partie 3, épisode 3
- 2023 : Pax Massilia de Olivier Marchal (série Netflix)
- 2023 : D'argent et de sang de Xavier Giannoli (série Canal+)
- 2024 : Mercato, série de David Hourrègue : Ange Colona